# Gravissimis causis adducimur
La Gravissimis causis adducimur est une bulle pontificale en latin, fulminée par le pape Pie VII, le 1er juin 1803, en la basilique Sainte-Marie-Majeure de Rome.
Elle modifie l'organisation territoriale de l'Église catholique au Piémont, à la suite la réunion à la France des six départements de la République subalpine, décrétée par le Sénat conservateur par le sénatus-consulte organique du 24 fructidor an X (11 septembre 1802).

## Intitulé de la bulle
Conformément aux usages, la bulle est dénommée d'après son incipit : « Gravissimis causis adducimur », traduit, dans sa version française, par « Des motifs importants nous ont déterminés ».

## Date de la bulle
Conformément aux usages alors en vigueur, la bulle est datée des calendes de juin (calendis junii) de l'an 1803 de l'Incarnation (anno Incarnationis Dominicæ millesimo octingentesimo tertio).

## Nature de la bulle
La bulle est une lettre apostolique scellée de plomb adressée à Jean-Baptiste Caprara, cardinal-prêtre de Saint-Onuphre-du-Janicule et archevêque de Milan, en sa qualité de légat a latere auprès de Napoléon Bonaparte, alors premier consul de la République française.

## Objet de la bulle
Par la bulle, Pie VII reconnaît la réunion du Piémont à la France.
Il accepte les demandes du gouvernement français, à savoir :
- réduire de seize à sept le nombre des diocèses en Piémont ;
- conserver l'archidiocèse métropolitain de Turin et le rendre métropolitain de l'ensemble des diocèses conservés en Piémont.

Il habilite Jean-Baptiste Caprara, en sa qualité de légat a latere, à la mettre en œuvre.

## Décret exécutorial
La bulle est mise en œuvre par le décret exécutorial de Jean-Baptiste Caprara du 2 pluviôse an XIII.
Afin de réduire de seize à sept le nombre des diocèses en Piémont, le décret supprime les neuf diocèses de Suse, Pignerol, Fossano, Albe, Tortone, Bobbio, Casal, Bielle et Aoste.
Ne sont ainsi conservés que les sept diocèses de Verceil, Ivrée, Acqui, Asti, Mondovi, Alexandrie et Saluces.
Le décret supprime, en outre, des abbayes territoriales : Saint-Bénigne-de-Fruttuaria, Saint-Michel-de-la-Cluse, Saint-Victor et Saint-Constance, Saint-Maur et Caramagna.

## Entrée en vigueur
La bulle, le décret exécutorial et les tableaux y annexés sont entrés en vigueur en vertu du décret de Napoléon Ier du 8 germinal an XIII (29 mars 1805).

## Suites
Pie VII a ultérieurement rétabli certains diocèses supprimés :
- les diocèses d'Albe, Fossano, Pignerol et de Suse, par la bulle Beati Petri du 17 juillet 1817[2].